# Tatort: Der Inder
Der Inder ist ein Fernsehfilm aus der Krimireihe Tatort. Die Erstausstrahlung im deutschen Fernsehen erfolgte am 21. Juni 2015. Es ist der 16. Fall des Stuttgarter Ermittlerteams Lannert und Bootz. Der Film thematisiert Macht und Korruption im Immobiliensektor im Umfeld von Stuttgart 21.

## Handlung
Nachdem es im Rahmen des Stuttgart-21-Großprojektes zu einem Bauskandal gekommen war, bei dem diverse Unternehmen in Konkurs gingen, sollen in einem Untersuchungsausschuss die Hintergründe geklärt werden. Der ehemalige Staatssekretär Dr. Jürgen Dillinger sagt dort aus und kurze Zeit später wird er Opfer eines Mordanschlags. Die Kommissare Thorsten Lannert und Sebastian Bootz ermitteln den Fall. Ihnen ist klar, dass der Mord nur mit dem Bauskandal zu tun haben kann. Offensichtlich wurde ein Profikiller angeheuert, um Dillinger auszuschalten.
Zunächst befragen die Ermittler den ehemaligen Ministerpräsidenten Rubert Heinerle, der zum engsten Bekanntenkreis des Opfers gehört. Hauptverdächtiger erscheint allerdings der Architekt Busso von Mayer. Dieser hatte mit Unterstützung eines indischen Investors, der sich später als Hochstapler entpuppte, das Bauprojekt zum Scheitern gebracht und wurde als verantwortlicher Unternehmer rechtskräftig verurteilt. Da er die Schuld auch bei den Politikern sieht und sich als Freigänger in Haft befindet, könnte er durchaus den Mord in Auftrag gegeben haben. Für Lannert und Bootz erscheint diese Lösung zu einfach und sie versuchen herauszufinden, wer von dem gescheiterten Immobiliendeal „Gleisdreieck“ möglicherweise profitiert und kein Interesse haben dürfte, dass durch den Untersuchungsausschuss die Wahrheit ans Licht kommt. Im Grunde kommen dafür alle Politiker und Investoren in Frage, die im Rahmen der Planungsphase bereits Vorteile aus Fördergeldern zogen.
Aufgrund der medialen Aufmerksamkeit müssen Lannert und Bootz vorsichtig recherchieren, um sich ihre Arbeit nicht von der Presse zunichtemachen zu lassen. Eine erste Spur zum Attentäter führt zu einem Hotel. Anhand von Überwachungsaufnahmen ist offensichtlich, dass dieser verletzt und unter Mithilfe der Prostituierten Mira auf der Flucht ist. Zudem kann er über gefundene DNA-Spuren als Franc Lefevre identifiziert werden. Als dies zu den Medien durchdringt und Lefevre die Fahndung im Radio hört, will er aus seinem Versteck fliehen und wird dabei von Miras Vater erschossen, nachdem Lefevre ihn mit seiner Waffe bedroht hatte.
Den Kommissaren bleibt die Suche nach Lefevres Auftraggeber. So wie es aussieht, war die Pleite geplant, um den Bebauungsplan und die damit verbunden kostspieligen Auflagen umgehen zu können. Dillinger war so korrupt, dass er diesen Plan unterstützte und den Architekten Busso von Mayer dabei als Bauernopfer „ans Messer“ lieferte. Aus Rache hat von Mayer durch seine Verbindungen den Profikiller engagiert. Lannert bringt den Architekten dazu, dies auch einzuräumen. Doch ehe der Kommissar ihn festnehmen kann, stürzt sich von Mayer in einem unbeobachteten Moment in den Tod.

## Rezeption

### Einschaltquoten
Die Erstausstrahlung am 21. Juni 2015 wurde in Deutschland insgesamt von 9,49 Millionen Zuschauern gesehen und erreichte einen Marktanteil von 28,3 Prozent für Das Erste.

### Kritiken
Tilmann P. Gangloff meint bei tittelbach.tv anerkennend: „Es ist ein heißes Eisen, dass der SWR mit diesem ‚Tatort‘ über Stuttgart 21 anpackt: So konkret setzen sich die Sonntagskrimis selten mit aktuellen wirtschaftspolitischen Vorgängen auseinander. Das Bauprojekt steht zwar im Zentrum der Handlung, aber trotzdem ist Niki Steins kunstvoll konstruierter Film in erster Linie ein Krimi. […] Mindestens so reizvoll wie der Stoff ist Steins komplexe Erzählstruktur. Als wäre die Story nicht ohnehin schon kompliziert genug, hüpft der Film fortwährend zwischen verschiedenen zeitlichen Ebenen hin und her, um auf diese Weise Stückchen für Stückchen das gesamte Bild entstehen zu lassen; auch wenn die Handlung dadurch zunächst eher noch unübersichtlicher wird.“
Holger Gertz bei Süddeutsche.de meint zu diesem Tatort: „Die Geschichte ist derart anspruchsvoll konstruiert, dass es schwerfällt, ihr zu folgen. […] Auch bei den Nebensträngen: der Killer fährt in einem Wagen mit Elsässer Kennzeichen, wird gerettet von einer tschechischen Frau, spricht mit belgischen Dialekt und ähnelt irritierenderweise sehr dem RAF-Terroristen Christian Klar, wie man ihn aus seinem späten Interview mit Günter Gaus kennt.“
Die Kritiker bei Focus online stellen fest: „Die anfangs irritierenden Zeitsprünge erfordern die ganze Aufmerksamkeit des Zuschauers. Auch die Mördersuche verschwindet damit unter einem stilistisch attraktiven, aber narrativ verworrenem Netz aus Verhören und Rückblenden. Wem es nicht allein ums Krimi-Knobeln, sondern um das ‚Whodunnit‘ geht, darf sich an einem ansehnlichen Thriller und einer differenzierten Geschichte rund um das Projekt Stuttgart 21 erfreuen, die das gesamte Spektrum der Reaktionen auf das Bauprojekt abdeckt – vom Farbbeutel werfenden Wutbürger über den visionären Architekten bis hin zum latent genervten Kommissar, der schlicht keine Lust mehr auf Dauerstau hat.“